# Marco Milano
Marco Milano (23. julij 1961), priljubljen italijanski komični igralec in kabaretist. Slika: 
Leta 1985 ga je v neki diskoteki odkril Claudio Cecchetto (tv voditelj in disc jockey) in tako je postal popularen v programih Mediaseta: Nikoli ne reci... (Mai dire...) z vzdevkom Mandi Mandi. 
S svojim originalnim humorjem nastopa tudi po drugih italijanskih televizijah, večkrat pa je sodeloval skupaj z zelo znanim in priljubljenim Teom Teocoli-jem.